# ☆よしみる
☆よしみる（10月7日 - ）は、日本のイラストレーター・漫画家。神奈川県横浜市出身。作品によっては 、よしみる徳隆（-さとぉ、YOSHIMIRU SATOWO）名義を使用。乙佳佐 明（おとかさ あき）名義でも活動。

## 主な作品

### 名義なし

#### ゲーム
- けいさんゲーム さんすう5・6年 - 1987年 ファミリーコンピュータ（『よっちゃんのお花畑』のグラフィック）[3][4][5]

### よしみる 名義

#### ゲーム
- ファイヤーバム - 1988年 ファミリーコンピュータ ディスクシステム （アニメーションなど）
- メタルスレイダーグローリー - 1991年 ファミリーコンピュータ （キャラクターデザイン、ストーリー、グラフィックなど）
- ハイスクール・オブ・ブリッツ - 1999年 プレイステーション （多数のイラストレーターが参加）
- メタルスレイダーグローリー ディレクターズカット - 2000年 スーパーファミコン(ディレクション、グラフィック、エンディングイラスト)

#### イラスト
- SFまんがベスト集成 ワープin Vol.1 - 徳間書店 1985年7月
- SFまんがベスト集成 ワープin Vol.7 - 徳間書店 1987年2月
- ゲームブック入門大百科 - 勁文社 大百科シリーズ283 1987年
- 機動戦士ガンダム 逆襲のシャア大百科 - 勁文社 1988年。『完全復刻 機動戦士ガンダム大百科 Part2』（1994年）に収録。
- TOKYO DUNGEON 暗黒のビジョン - 著：デビット・L・アーソン、訳：多摩豊、『マル勝PCエンジン』1992年5月号-12月号連載（全8回）
- FLUTE METHOD 初心者のためのフルート吹き方早わかり QUICK MASTER SERIES - ドレミ楽譜出版 1993年。漫画も掲載。
- NTT Dial-joy - NTT。漫画も掲載。
- 五霊闘士オーキ伝 - 著：土門弘幸 全5巻（1994-1996年）
- E.G.コンバット - 著：秋山瑞人 既刊3巻（全4巻予定）、原作も担当

#### 漫画
- 亜空転騒フィクサリア - 『ホビーボーイ』（徳間書店）1984年1月より連載。「☆よしみる初期作品集」（辰巳出版 1993年）に表題作として収録。
- 最終機攻兵メタルスレイダーグローリー エイミアの面影 - 『月刊電撃コミックガオ!』1993年より連載、コミックス全1巻
- 五霊闘士オーキ伝 舞六鬼総霊編 - 『月刊電撃コミックガオ!』1995年より連載、コミックス全2巻
- ヘヴンズダストシンドローム - 『電撃hp』2000年8月より連載

#### 読み切り漫画
- にこにこコミック ちょーでんしバイオマン - 『超電子バイオマン大百科』（勁文社 大百科シリーズ187 1984年）
- どきどき Blue City - 少年キャプテン創刊2号（徳間書店 1985年）。『亜空転騒フィクサリア ☆よしみる初期作品集』に収録。
- ちょっとだけ ディミヌエンド - 『SFまんがベスト集成 ワープin』Vol.2（1985年11月）。「☆よしみる初期作品集」に収録。
- Time Time - 『SFまんがベスト集成 ワープin』Vol.3（1986年2月）。「☆よしみる初期作品集」に収録。
- THE INSIDE STORY OF GLORY - 『メタルスレイダーグローリーファンブック』（1991年）にVol.1、「☆よしみる初期作品集」にVol.2収録
- E.G.コンバット - 『月刊コミックコンプ』1992年12月号。『電撃hp』volume10に再録。
- トランクションA+ - 『月刊電撃コミックガオ!』創刊号（1993年）。1994年1月号に再掲。
- スタートリング・オデッセイII - 『電撃PCエンジン』1994年8-9月号（全2回）
- ブルジョア・トライアングル 松月院あやのシリーズ - 『月刊電撃コミックガオ!』1995年1月号

### 乙佳佐明 名義

#### 漫画
- ねこもころ - 『FlexComixブラッド』（Yahoo!コミック）2007年1月-12月連載、コミックス全2巻
- ココロノミカタ - 『まんがタイムラブリー』2009年4月号-6月号、『まんがタイムスペシャル』2009年7月号-2010年3月号（芳文社）

#### 読み切り漫画
- 硝子音工房 - 『まんがタイムラブリー』2010年7月号。『ココロノミカタ』の番外編。

## その他
如月やよいやチャーミー・グリントといったキャラクターは、複数の作品に登場するスター・システムになっている。